# Айхенвис
Айхенвис (нем. Eichenwies) — населённый пункт в Швейцарии, в кантоне Санкт-Галлен.
Входит в состав округа Рейнталь. Находится в составе коммуны Оберрит. Население составляет 1363 человека (на 31 декабря 2006 года).